# Ɔ̧̌
Cette page contient des caractères spéciaux ou non latins. S’ils s’affichent mal (▯, ?, etc.), consultez la page d’aide Unicode.
Ɔ̧̌ (minuscule : ɔ̧̌), appelé O ouvert caron cédille, est un graphème utilisé dans l’écriture de certaines langues camerounaises dont le mundani. Il s’agit de la lettre O ouvert diacritée d’un caron et d’une cédille.

## Utilisation
En langues camerounaises suivant l’Alphabet général des langues camerounaises, ‹ ɔ̧ › représente un O ouvert nasalisé et le caron indique le ton montant. Il ne s’agit d’une lettre à part entière, et elle placée avec le O ouvert sans accent ou avec un autre accent dans l’ordre alphabétique.

## Représentations informatiques
Le O ouvert caron cédille peut être représenté avec les caractères Unicode suivants :
- décomposé et normalisé (latin étendu B, Alphabet phonétique international, diacritiques) :

| formes    | représentations | chaînes de caractères | points de code       | descriptions                                                           |
| --------- | --------------- | --------------------- | -------------------- | ---------------------------------------------------------------------- |
| capitale  | Ɔ̧̌               | Ɔ◌̧◌̌                   | U+0186 U+0327 U+030C | lettre majuscule latine o ouvert diacritique cédille diacritique caron |
| minuscule | ɔ̧̌               | ɔ◌̧◌̌                   | U+0254 U+0327 U+030C | lettre minuscule latine o ouvert diacritique cédille diacritique caron |

## Sources
- (en) Elizabeth Parker et Mary Annett, Mundani-English Lexicon, 1990 (lire en ligne)